# 陳文宏 (羽毛球運動員)
陈文宏（1987年9月18日—），出生於吉打州亞羅士打，馬來西亞男子羽毛球运动员。他與古健傑的雙打組合被稱作鑽石組合。

## 簡歷
陈文宏初出道時的雙打拍檔為云天豪，這組合曾贏得2004年的世青賽冠軍。

### 鑽石組合
但至2006年臨近多哈亞運會之際，馬來西亞國家羽毛球隊教練決定將陈文宏的拍檔改為古健傑；這對新拍檔旋即在該屆亞運取得佳績，並接連擊敗各國的雙打高手（包括：中國的蔡赟/傅海峰組合及印尼的马尔基斯·基多/亨德拉·塞蒂亚万組合等），最終贏得金牌。其後，他們又贏得2007年馬來西亞羽毛球公開賽、全英羽毛球公開錦標賽及瑞士羽毛球公開賽等大型賽事冠軍。連番的勝利，讓當時的馬來西亞國家隊雙打教練迈纳基評論他們為「犹如钻石一般闪闪发亮的组合」，最後「钻石組合」的称号不胫而走，沿用至今。
2010年8月，陈文宏夥拍古健傑參加在巴黎舉行的世界羽毛球錦標賽男子雙打賽事，贏得亞軍；同年11月，陈代表馬來西亞出戰廣州亞運會，參加羽毛球比賽的男子雙打（夥拍古健傑）及男子團體項目，奪得男子雙打銀牌。在2013年7月28日，日本優乃克（Yonex）邀請馬來西亞的李宗偉，陳文宏及田兒賢一來共同測試新球拍的極限。結果最後由左手持拍的陳文宏以這款專門為極速殺球所開發的球拍，打出時速493公里的新世界紀錄，取得金氏世界紀錄（Guinness World Record）的認證，成为了當時羽球殺球世界紀錄保持者，杀球时速493km/h。直到2023年7月17日，這項金氏世界紀錄被印度選手薩維克賽拉吉·蘭基雷迪以565km/h的殺球速度刷新紀錄。

### 2013年世錦賽晉八強
2013年8月，陈文宏參加中國廣州舉行的世界羽毛球錦標賽，與古健傑以2號種子身分出戰男子雙打項目。他們第一、二圈輪空，直接晉級16強；第三圈面對香港的新秀組合伍家朗、李晉熙，即以2比0（21-17、21-7）輕鬆勝出；但至半準決賽，他們就以0比2（15-21、16-21）不敵5號種子、韓國的金基正/金沙朗，8強止步。
2015年6月，陈文宏與古健傑在斯里蘭卡國際挑戰賽奪得男雙冠軍，這是他們成為自由人後的首個冠軍，也是他們在2012年馬來西亞黃金賽後的第一個冠軍。
2017年初，陈文宏開始與印尼名將亨德拉·塞蒂亚万搭檔男雙，目标是争取能够参加年中舉行的世錦賽。2018年，亨德拉收到印尼羽協的招攬，而再度回歸印尼國家隊與前搭檔穆罕默德·阿赫桑合作，陳文宏則因為贊助商問題而拒絕馬來西亞國家羽毛球隊的邀請，但仍表明願意在湯姆斯盃等大賽代表國家出賽。

## 主要比賽成績
只列出曾進入準決賽的國際賽事成績：
| 年份   | 賽事                     | 公開賽級別 | 項目     | 拍檔            | 成績   |
| ------ | ------------------------ | ---------- | -------- | --------------- | ------ |
| 2004年 | 世界青年羽毛球錦標賽     | 其他       | 男子雙打 | 云天豪          | 冠軍   |
| 2006年 | 亞洲羽毛球錦標賽         | 其他       | 男子雙打 | 云天豪          | 亞軍   |
| 2006年 | 日本羽毛球公開賽         | 不適用     | 男子雙打 | 古健傑          | 亞軍   |
| 2006年 | 亞洲運動會羽毛球比賽     | 其他       | 男子雙打 | 古健傑          | 金牌   |
| 2007年 | 馬來西亞羽毛球超級賽     | 超級賽     | 男子雙打 | 古健傑          | 冠軍   |
| 2007年 | 韓國羽毛球超級賽         | 超級賽     | 男子雙打 | 古健傑          | 準決賽 |
| 2007年 | 全英羽毛球超級賽         | 超級賽     | 男子雙打 | 古健傑          | 冠軍   |
| 2007年 | 瑞士羽毛球超級賽         | 超級賽     | 男子雙打 | 古健傑          | 冠軍   |
| 2007年 | 亞洲羽毛球錦標賽         | 其他       | 男子雙打 | 古健傑          | 亞軍   |
| 2007年 | 印尼羽毛球超級賽         | 超級賽     | 男子雙打 | 古健傑          | 準決賽 |
| 2007年 | 菲律宾羽毛球公开赛       | 黃金大獎賽 | 男子雙打 | 古健傑          | 冠軍   |
| 2007年 | 澳門羽毛球黃金大獎賽     | 黃金大獎賽 | 男子雙打 | 古健傑          | 冠軍   |
| 2007年 | 丹麥羽毛球超級賽         | 超級賽     | 男子雙打 | 古健傑          | 冠軍   |
| 2008年 | 亞洲羽毛球錦標賽         | 其他       | 男子雙打 | 古健傑          | 季軍   |
| 2008年 | 澳門羽毛球黃金大獎賽     | 黃金大獎賽 | 男子雙打 | 古健傑          | 冠軍   |
| 2008年 | 法國羽毛球超級賽         | 超級賽     | 男子雙打 | 古健傑          | 準決賽 |
| 2008年 | 中國羽毛球超級賽         | 超級賽     | 男子雙打 | 古健傑          | 準決賽 |
| 2008年 | 世界羽聯超級系列賽總決賽 | 超級賽     | 男子雙打 | 古健傑          | 冠軍   |
| 2009年 | 瑞士羽毛球超級賽         | 超級賽     | 男子雙打 | 古健傑          | 冠軍   |
| 2009年 | 印尼羽毛球超級賽         | 超級賽     | 男子雙打 | 古健傑          | 準決賽 |
| 2009年 | 馬來西亞羽毛球黃金大獎賽 | 黃金大獎賽 | 男子雙打 | 古健傑          | 冠軍   |
| 2009年 | 世界羽毛球錦標賽         | 其他       | 男子雙打 | 古健傑          | 準決賽 |
| 2009年 | 澳門羽毛球黃金大獎賽     | 黃金大獎賽 | 男子雙打 | 古健傑          | 冠軍   |
| 2009年 | 丹麥羽毛球超級賽         | 超級賽     | 男子雙打 | 古健傑          | 冠軍   |
| 2009年 | 法國羽毛球超級賽         | 超級賽     | 男子雙打 | 古健傑          | 亞軍   |
| 2009年 | 中國羽毛球超級賽         | 超級賽     | 男子雙打 | 古健傑          | 亞軍   |
| 2010年 | 馬來西亞羽毛球超級賽     | 超級賽     | 男子雙打 | 古健傑          | 冠軍   |
| 2010年 | 瑞士羽毛球超級賽         | 超級賽     | 男子雙打 | 古健傑          | 亞軍   |
| 2010年 | 中華台北羽毛球黃金大獎賽 | 黃金大獎賽 | 男子雙打 | 古健傑          | 準決賽 |
| 2010年 | 世界羽毛球錦標賽         | 其他       | 男子雙打 | 古健傑          | 亞軍   |
| 2010年 | 日本羽毛球超級賽         | 超級賽     | 男子雙打 | 古健傑          | 亞軍   |
| 2010年 | 英联邦运动会羽毛球比赛   | 其他       | 混合團體 | －              | 金牌   |
| 2010年 | 英联邦运动会羽毛球比赛   | 其他       | 男子雙打 | 古健傑          | 金牌   |
| 2010年 | 亞洲運動會羽毛球比賽     | 其他       | 男子雙打 | 古健傑          | 銀牌   |
| 2011年 | 韓國羽毛球首要超級賽     | 首要超級賽 | 男子雙打 | 古健傑          | 準決賽 |
| 2011年 | 德國羽毛球黃金大獎賽     | 黃金大獎賽 | 男子雙打 | 古健傑          | 準決賽 |
| 2011年 | 全英羽毛球首要超級賽     | 首要超級賽 | 男子雙打 | 古健傑          | 亞軍   |
| 2011年 | 印度羽毛球超級賽         | 超級賽     | 男子雙打 | 古健傑          | 準決賽 |
| 2011年 | 馬來西亞羽毛球黃金大獎賽 | 黃金大獎賽 | 男子雙打 | 古健傑          | 冠軍   |
| 2011年 | 日本羽毛球超級賽         | 超級賽     | 男子雙打 | 古健傑          | 準決賽 |
| 2012年 | 馬來西亞羽毛球黃金大獎賽 | 黃金大獎賽 | 男子雙打 | 古健傑          | 冠軍   |
| 2012年 | 印尼羽毛球首要超級賽     | 首要超級賽 | 男子雙打 | 古健傑          | 準決賽 |
| 2012年 | 奧林匹克運動會羽毛球比賽 | 其他       | 男子雙打 | 古健傑          | 第四名 |
| 2012年 | 日本羽毛球超級賽         | 超級賽     | 男子雙打 | 古健傑          | 亞軍   |
| 2012年 | 丹麥羽毛球首要超級賽     | 首要超級賽 | 男子雙打 | 古健傑          | 亞軍   |
| 2012年 | 中國羽毛球首要超級賽     | 首要超級賽 | 男子雙打 | 古健傑          | 準決賽 |
| 2012年 | 香港羽毛球超級賽         | 超級賽     | 男子雙打 | 古健傑          | 亞軍   |
| 2013年 | 馬來西亞羽毛球黃金大獎賽 | 黃金大獎賽 | 男子雙打 | 古健傑          | 亞軍   |
| 2013年 | 法國羽毛球超級賽         | 超級賽     | 男子雙打 | 古健傑          | 亞軍   |
| 2014年 | 湯姆斯盃                 | 其他       | 男子團體 | 云天豪          | 亞軍   |
| 2014年 | 澳洲羽毛球超級賽         | 超級賽     | 男子雙打 | 云天豪          | 準決賽 |
| 2014年 | 亞洲運動會羽毛球比賽     | 其他       | 男子團體 | －              | 銅牌   |
| 2015年 | 斯里蘭卡羽毛球國際挑戰賽 | 國際挑戰賽 | 男子雙打 | 古健傑          | 冠軍   |
| 2015年 | 白夜羽毛球賽             | 國際挑戰賽 | 男子雙打 | 古健傑          | 冠軍   |
| 2015年 | 泰國羽毛球黃金大獎賽     | 黃金大獎賽 | 男子雙打 | 古健傑          | 亞軍   |
| 2015年 | 荷蘭羽毛球大獎賽         | 大獎賽     | 男子雙打 | 古健傑          | 冠軍   |
| 2015年 | 瑞士羽毛球國際賽         | 國際挑戰賽 | 男子雙打 | 古健傑          | 冠軍   |
| 2016年 | 馬來西亞羽毛球大師賽     | 黃金大獎賽 | 男子雙打 | 古健傑          | 亞軍   |
| 2016年 | 瑞士羽毛球黃金大獎賽     | 黃金大獎賽 | 男子雙打 | 古健傑          | 準決賽 |
| 2016年 | 湯姆斯盃                 | 其他       | 男子團體 | －              | 季軍   |
| 2016年 | 越南羽毛球大獎賽         | 大獎賽     | 男子雙打 | 古健傑          | 亞軍   |
| 2017年 | 中國羽毛球大師賽         | 黃金大獎賽 | 男子雙打 | 亨德拉·塞蒂亚万 | 準決賽 |
| 2017年 | 澳洲羽毛球超級賽         | 超級賽     | 男子雙打 | 亨德拉·塞蒂亚万 | 亞軍   |
| 2018年 | 韓國羽毛球大師賽         | 超級300賽  | 男子雙打 | 金沙朗          | 準決賽 |
| 2019年 | 珀斯羽毛球國際賽         | 未來系列賽 | 男子雙打 | 谢俊康          | 冠軍   |
| 2019年 | 南澳洲羽毛球國際賽       | 國際挑戰賽 | 男子雙打 | 谢俊康          | 亞軍   |
| 2019年 | 杜拜羽毛球國際挑戰賽     | 國際挑戰賽 | 男子雙打 | 谢俊康          | 亞軍   |

| 2007-2017年 | 首要超級賽 | 超級賽 | 黃金大獎賽 | 大獎賽 | 國際挑戰賽 | 國際系列賽 | 未來系列賽 | 其他 |

| 2018-2026年 | 總決賽 | 超級1000賽 | 超級750賽 | 超級500賽 | 超級300賽 | 超級100賽 | 國際挑戰賽 | 國際系列賽 | 未來系列賽 | 其他 |

### 奧運會和世錦賽參賽紀錄
|          | 搭檔   | 2007 | 2008 | 2009 | 2010 | 2011 | 2012   | 2013 | 2014 |
| -------- | ------ | ---- | ---- | ---- | ---- | ---- | ------ | ---- | ---- |
| 男子雙打 | 古健傑 | 8強  | 8強  | 季軍 | 亞軍 | 8強  | 第四名 | 8強  | 16強 |

## 主要对賽记录
陈文宏與主要對手的對賽成績如下（只列出對賽六次或以上對手，截至2016年12月1日）：
男雙 - 古健傑
| 對手                        | 對賽次數 | 對賽結果 | 對賽結果 | 總計 |
| 對手                        | 對賽次數 | 勝       | 負       | 總計 |
| --------------------------- | -------- | -------- | -------- | ---- |
| 法鲁兹祖安 查基利阿都拉迪夫 | 10       | 6        | 4        | +2   |
| 總計                        | 10       | 6        | 4        | +2   |

| 對手                                 | 對賽次數 | 對賽結果 | 對賽結果 | 總計 |
| 對手                                 | 對賽次數 | 勝       | 負       | 總計 |
| ------------------------------------ | -------- | -------- | -------- | ---- |
| 鄭在成 李龍大                        | 17       | 3        | 14       | -10  |
| 卡斯腾·摩根森 玛蒂亚斯·鲍伊          | 15       | 10       | 5        | +5   |
| 傅海峰 蔡赟                          | 18       | 4        | 14       | -7   |
| 亨德拉·塞蒂亚万 马尔基斯·基多        | 11       | 7        | 4        | +3   |
| 邱子瀚 刘小龙                        | 7        | 6        | 1        | +5   |
| 金沙朗 金基正                        | 7        | 1        | 6        | -5   |
| 高成炫 柳延星                        | 7        | 1        | 6        | -5   |
| 里安·蘇克馬萬 约纳森·苏亚达玛·达苏基 | 6        | 6        | 0        | +6   |
| 橋本博且 平田典靖                    | 6        | 3        | 3        | ±0   |
| 其他選手                             | 343      | 273      | 70       | +203 |
| 總計                                 | 433      | 314      | 119      | +195 |